# Ролстон (Небраска)
Ролстон (енгл. Ralston) град је у америчкој савезној држави Небраска.

## Демографија
По попису из 2010. године број становника је 5.943, што је 371 (-5,9%) становника мање него 2000. године.
| Група             | 2000.         | 2010.         |
| Белци             | 5.833 (92,4%) | 5.075 (85,4%) |
| Афроамериканци    | 78 (1,2%)     | 155 (2,6%)    |
| Азијати           | 73 (1,2%)     | 46 (0,8%)     |
| Хиспаноамериканци | 277 (4,4%)    | 596 (10,0%)   |
| Укупно            | 6.314         | 5.943         |